# Trigonostemon sandakanensis
Trigonostemon sandakanensis är en törelväxtart som beskrevs av Eugene Jablonszky. Trigonostemon sandakanensis ingår i släktet Trigonostemon och familjen törelväxter. Inga underarter finns listade i Catalogue of Life.